# El Socorro (El Socorro)
Pour les articles homonymes, voir El Socorro.
El Socorro est l'unique paroisse civile de la municipalité d'El Socorro dans l'État de Guárico au Venezuela. Sa capitale est El Socorro, chef-lieu de la municipalité.

## Géographie

### Démographie
Hormis sa capitale El Socorro, la paroisse civile comporte un nombre important de localités, dont :
- Corocito Peñero
- El Chupadero
- El Socorro
- Guanare
- Mahomal
- Maniral
- Paso Real
- San Juan de Amariles
- Santa Matilde